# Les Trois-Pierres
Les Trois-Pierres – miejscowość i gmina we Francji, w regionie Normandia, w departamencie Sekwana Nadmorska.
Według danych na rok 1990 gminę zamieszkiwało 686 osób, a gęstość zaludnienia wynosiła 92 osoby/km² (wśród 1421 gmin Górnej Normandii Les Trois-Pierres plasuje się na 347. miejscu pod względem liczby ludności, natomiast pod względem powierzchni na miejscu 502.).